# Тайлан (село)
Тайлан (кирг. Тайлан) — село в Лейлекском районе Баткенской области Кыргызстана. Подчинено муниципалитету города Раззаков. По данным переписи населения Кыргызстана 2009 года численность населения села Тайлан составила 1 360 жителей.